# Méchouar Fès Jdid
Méchouar Fès Jdid (arabiska: المشور فاس الجديد) är en stadskommun i Marocko. Den ligger i prefekturen Fès och regionen Fès-Meknès, och utgör en enklav i stadskommunen Fès. Antalet invånare var 20 560 vid folkräkningen 2014.